# Gianluca Rocchi

Gianluca Rocchi (Florença, 25 de agosto de 1973) é um árbitro de futebol.
Ele começou sua carreira apitando em 38 jogos da Serie C italiana durante três temporadas. Mais tarde foi promovido a ligas maiores, fazendo sua estreia na Série A em um jogo entre Lecce e Reggina (16 de maio de 2004).
Apitou seu primeiro jogo internacional em 26 de maio de 2008, em um jogo entre as seleções sub-19 da Holanda e Grécia. Seus primeiros jogos internacionais em competições continentais europeias ocorreu durante a temporada 2008/2009 da Uefa Europa League. Posteriormente, na temporada 2010/2011, fez sua estreia na Liga dos Campeões da Europa.
Além disso, também apitou três jogos durante as eliminatórias para a EURO 2012, e durante os Jogos Olímpicos realizados em Londres no mesmo ano.
No ano de 2017, foi escolhido pela FIFA para ser um dos árbitros da UEFA a fazer parte da próxima Copa das Confederações, que ocorrerá na Rússia durante os dias 17 de junho a 2 de julho do mesmo ano.
Em 29 de maio de 2019 apitou a final UEFA Europa League em Baku.